# Lobelia kauaiensis
Lobelia kauaiensis là loài thực vật có hoa trong họ Hoa chuông. Loài này được (A.Gray) A.Heller mô tả khoa học đầu tiên năm 1896.